# Сун Юй
Сун Юй (宋玉, 298 до н. е. —222 до н. е.) — китайський поет періоду Чжаньго, один із засновників старовинної китайської словесності.

## Життєпис
Народився у царстві Чу. Походив з бідної родини. Замолоду розпочав службу при дворі вана. Спочатку займав посаду помічника голови поштового відомства, проте через деякий час залишив службу. Подальше життя приділяв складаню віршів. завдяки цього зблизився з володарем Сян-ваном, який навіть надавав теми для нових поем.

## Творчість
Складав віршів у жанрах фу та чіфу. Став літературним спадкоємцем Цюй Юаня. Втім Сун Юй виробив власний оригінальний стиль. З його доробку загалом зберіглося 14 віршів, найбільш відомим з яких є «Вітер», «Богиня», «Палац Гаотан», «Дев'ять змін», «Думки», «Закликання душі», «Ода про розпусного Денту». Усі вони увійшли до збірки Чу ци, яку склав Лю Сян за часів династії Хань.